# Planinarski dom Željezničar
Planinarski dom Željezničar planinarska je ustanova smještena 10' hoda od Oštrca, priznata u Hrvatskom planinarskom savezu. Njime upravlja HPD Željezničar (Zagreb). Nalazi se na 691 m/nv.

## Povijest
To je zidana jednokatnica, sagrađena na temeljima bivšega đačkog doma kojeg je 1936. godine izgradila Škola narodnog zdravlja »Andrija Štampar«. Drugog svjetskog rata dom je bio teško oštećen, ali već 1946. godine zaslugom Fiskulturnog društva »Lokomotiva«, odnosno njihove planinarske sekcije, počinje njegova obnova.
Dom je obnavljan do 1948. godine. Od 1950. godine do danas njime upravlja HPD »Željezničar« Godine 1957. dom je dograđen, a 1958. godine i elektrificiran. Dom je renoviran još u četiri navrata: 1967., 1972. i 1996. i 2008. godine. Nakon posljednje obnove 2008. godine, obnovljeni dom svečano je otvorio predsjednik Republike Hrvatske Stjepan Mesić. Do doma je 1993. godine probijen kolni put. Prvobitni naziv doma bio je Planinarski dom “Janko Gredelj”. Današnji naziv “Željezničar” dom je dobio 1991. godine. Izvršni odbor Hrvatskog planinarskog saveza 2007. godine proglasilo je HPD „Željezničar“ najboljim upravljačem planinarskih objekata u Hrvatskoj, 2008. godine HPD„Željezničar“ proglašeno je najboljim planinarskim društvom u Hrvatskoj, dobrim dijelom i zahvaljujući uspješnoj obnovi doma na Oštrcu, a u 2011. godini HPS je proglasio dom „Željezničar“ na Oštrcu najboljim planinarskim domom.

## Informacije
Radno vrijeme: Pon - Pet: Zatvoreno, Sub - Ned: 9:00 - 19:00
Opskrbljen: Pićem i jelom
Mjesta za noćenje: 38
Prilaz vozilom: Iz Samobora prema Rudama, proći ih i zatim skrenuti desno na cestu koja se penje uz brijeg prema Prekrižju Plešivičkom te kod Seljačkog domaćinstva Oslaković nastaviti makadamom do doma.
Kontrolne točke: Četiri godišnja doba na Oštrcu, Samoborska obilaznica, Hrvatska planinarska obilaznica (Oštrc), Planinarska obilaznica Hej-lop.